# Lesgor
Lesgor település Franciaországban, Landes megyében. Lakosainak száma 425 fő (2022. január 1.). Lesgor Bégaar, Carcen-Ponson, Laluque, Rion-des-Landes, Pontonx-sur-l’Adour, Rion-des-Landes és Boos községekkel határos.

## Népesség
A település népességének változása:
| Lakosok száma | 326  | 247  | 268  | 417  | 423  | 445  | 439  | 431  | 432  | 425  |
|               | 1968 | 1982 | 1990 | 2006 | 2013 | 2015 | 2017 | 2019 | 2020 | 2022 |